# Malange
Malange település Franciaországban, Jura megyében. Lakosainak száma 319 fő (2022. január 1.). Malange Auxange, Brans, Lavans-lès-Dole, Offlanges, Romange, Sermange, Serre-les-Moulières és Vriange községekkel határos.

## Népesség
A település népességének változása:
| Lakosok száma | 143  | 213  | 199  | 261  | 309  | 321  | 321  | 318  | 317  | 319  |
|               | 1968 | 1982 | 1990 | 2006 | 2013 | 2015 | 2017 | 2019 | 2020 | 2022 |